# Mixoma
Il mixoma  è una delle forme più conosciute di neoplasia cardiaca e colpisce prevalentemente persone intorno alla quinta decade di vita.

## Tipologia
I mixomi normalmente si trovano negli atri, manifestandosi maggiormente in quello sinistro (86% dei casi). In tal caso si parla di mixoma atriale.

## Sintomatologia
I sintomi e i segni clinici che si presentano sono dispnea, sincope, palpitazioni, astenia, dolore toracico, embolia, febbre, soffio mitralico sistolico, artralgia, mialgia, ortopnea, ascite.
Alcuni sintomi vengono associati con il rilascio dell'interleuchina 6, (una citochina). Livelli alti di IL-6 potrebbero essere associati con un maggiore rischio di embolia del mixoma.

## Eziologia
Non è chiara la causa scatenante, si pensa che si manifesti da nidi subendocardici di cellule primitive mesenchimali.
Il cuore, ma anche i tessuti di sostegno sia connettivi che adiposi, sono quasi totalmente immuni ai tumori primari (non da metastasi, fibromi o lipomi). Il motivo è probabilmente la scarsa presenza di cellule staminali (al contrario ad esempio dei tumori epiteliali come i carcinomi, o del midollo osseo come mielomi e linfomi, relativamente più frequenti).

### Manifestazioni cliniche
Molto dipende dalla grandezza della neoplasia, più le dimensioni sono ridotte e meno si potranno rischiare episodi di riduzione del flusso sanguigno e del funzionamento della valvola mitrale. Raramente i mixomi risultano infetti.

## Diagnostica strumentale

ecocardiogramma di mixoma atriale

Vari esami si effettuano per diagnosticare un mixoma: 
- Ecocardiografia bidimensionale
- Ecocardiografia transesofagea
- Tomografia computerizzata
- RMN del cuore

## Terapia
Il trattamento è chirurgico, tramite escissione, riducendo notevolmente la mortalità.